# Anodocheilus lenorae
Anodocheilus lenorae là một loài bọ cánh cứng trong họ Bọ nước. Loài này được Young miêu tả khoa học năm 1974.